# 外嘿
外嘿（侗语:weex heeh），侗族习俗，意为“村寨之间集体结交”。“嘿”指一种比一般客和友更深的关系。村寨之间可以互通有无，互相帮助，并带有结盟性质。当其中一方受到外来侵犯或欺侮时，另一方必须给予全力支援。建立“嘿”关系的村寨之间，为了加深友谊，每年农历正月定期外嘿，轮流做东道主，即今年甲寨去乙寨集体做客，明年乙寨则去甲寨做客。客人进寨前均举行唱拦路歌的迎宾仪式。做客期间往往伴以歌舞。